# Grépiac
Grépiac – miejscowość i gmina we Francji, w regionie Oksytania, w departamencie Górna Garonna.
Według danych na rok 1990 gminę zamieszkiwało 681 osób, a gęstość zaludnienia wynosiła 83 osób/km² (wśród 3020 gmin regionu Midi-Pireneje Grépiac plasuje się na 477. miejscu pod względem liczby ludności, natomiast pod względem powierzchni na miejscu 1230.).